# Yanuario Paz
Yanuario Paz López (Tegucigalpa, Honduras, 26 de febrero de 1977) es un periodista y comentarista deportivo hondureño. También fue el director deportivo del Club Deportivo Motagua de la Liga Nacional de Honduras. 

## Carrera
Yanuario Paz es en la actualidad uno de los periodistas deportivos más famosos a nivel nacional. Sus inicios se dieron en el programa Así es el fútbol de Suprema FM donde también laboró con Copán Álvarez. Luego fue contratado por Televicentro para trabajar con Deportes Televicentro.
En 2007 fue anunciado como director deportivo del Club Deportivo Victoria, cargo que sostuvo hasta el año 2009. En ese mismo año regresó a laborar para Televicentro. 
Realizó apariciones en programas como Cinco Deportivo, Fútbol a Fondo, Tiempo Extra y en La Jornada (el cual se ha transmitido durante las copas mundiales de Sudáfrica 2010 y Brasil 2014). En 2014 hizo cobertura de la Selección de fútbol de Honduras durante su preparación para la Copa Mundial de Fútbol de 2014 en Fort Lauderdale, Florida.
En noviembre de 2013 se anunció su llegada al Club Deportivo Motagua como director deportivo. Yanuario Paz laboró para la Corporación Televicentro hasta el 17 de agosto de 2019. 